# モッティ
モッティ（Motty、1978年7月11日 - 1978年7月23日）は、イングランド、チェシャー生まれのオスの象である。証明されている限りでは、唯一のアジアゾウとアフリカゾウの雑種として知られている。

## 生涯
モッティはチェスター動物園（en:Chester Zoo）において、アジアゾウの母「Sheba」と、アフリカゾウの父「Jumbolino」の間に生まれた。「モッティ」という愛称は、1931年にチェスター動物園を創立したGeorge Mottersheadに因んでいる。
徹底した世話にもかかわらず、モッティは生後僅か12日で臍部分から感染症を起こしてしまい死亡した。検死結果では、壊死性の腸炎と、大腸菌による敗血症がモッティの死因とされた。
モッティの検体は、ロンドン自然史博物館に保存されている。

## 外見
頬、耳（長く尖った耳朶）、脚（長く細い）は、アフリカゾウの外見を備え、爪の数（前部5、後部4）と鼻先の単一の指状突起はアジアゾウの特徴を持っていた。皺のよった胴体はアジアゾウに似ていた。前頭部は一つのコブとその前部に小さなコブを2つ備えていた。体躯はアフリカゾウ型だったが、中央の隆起はアジアゾウの特徴を持ち、後部の隆起はアフリカゾウ型であった。

## 生物学
アジアゾウ（Elephas maximus）と アフリカゾウ（Loxodonta africana）は別属のゾウである。 染色体の数は同一なので、少なくとも理論的には両者の交配は可能である。
現生種ではマルミミゾウに最も近いとされる、絶滅種のパレオロクソドン・アンティクウス（Palaeoloxodon antiquus）もアジアゾウと自然交配を行っていた事が遺伝子調査から判明している。